# Kopalnia Węgla Kamiennego Wałbrzych
Kopalnia Węgla Kamiennego „Wałbrzych” – kopalnia węgla kamiennego w Wałbrzychu działająca do 1999 roku. Zabudowania kopalni znajdowały się przy ulicach Ludwika Beethovena i Górniczej.

## Historia
Kopalnia stanowiła kontynuację istniejącej od 1778 niemieckiej kopalni „Bahnschacht” .
Od 1945 roku nosiła nazwę „Wałbrzych”, zmienioną 1 stycznia 1946 roku na „Bolesław Chrobry” .
W wyniku połączenia w 1964 roku kopalń: „Bolesław Chrobry” i „Mieszko” powstał jeden zakład pod wspólną nazwą – „Wałbrzych”. 
Najpoważniejszą katastrofą górniczą w kopalni było zdarzenie z 22 grudnia 1985 roku. Zginęło wtedy 18 górników w wyniku wybuchu metanu, do tragedii doszło w polu wydobywczym przy ulicy Ludwika Beethovena.
Na bazie kopalni „Wałbrzych” w wyniku restrukturyzacji 15 czerwca 1994 roku uruchomiono Zakład Wydobywczo-Przeróbczy Antracytu. Antracyt wydobywano z głębokości 700-850 metrów.
Zakład stanowił ostatnią czynną kopalnię węgla w Wałbrzychu. Eksploatacja została zakończona 29 czerwca 1998 roku . Całkowite zamknięcie nastąpiło w 1999 roku.